# Miramiola pusilla
Miramiola pusilla är en insektsart som först beskrevs av Miram 1927.  Miramiola pusilla ingår i släktet Miramiola och familjen vårtbitare. Inga underarter finns listade i Catalogue of Life.